# Aleksandr Volkov (volleybollspelare)
För andra betydelser, se Aleksandr Volkov.
Aleksandr Aleksandrovitj Volkov (ryska: Александр Александрович Волков), född 14 februari 1985 i Moskva, är en rysk volleybollspelare. Volkov blev olympisk guldmedaljör i volleyboll vid sommarspelen 2012 i London.